# Ponzano di Fermo
Ponzano di Fermo es una localidad y comune italiana de la provincia de Fermo, región de las Marcas, con 1730 habitantes.

## Evolución demográfica
| Gráfica de evolución demográfica de Ponzano di Fermo entre 1861 y 2001 |
|                                                                        |
| Fuente ISTAT - elaboración gráfica de Wikipedia                        |